# Марков, Сергей Александрович
Серге́й Алекса́ндрович Ма́рков (род. 18 апреля 1958, Дубна, Московская область, СССР) — российский государственный и общественный деятель, дипломат, политолог. Депутат Государственной Думы РФ V созыва, член Парламентской ассамблеи Совета Европы (2007—2011), член Общественной палаты РФ трёх составов, доверенное лицо президента РФ В. В. Путина (2012). Основатель, генеральный директор ООО «Институт политических исследований», кандидат политических наук.

## Биография
Родился 18 апреля 1958 года в Дубне Московской области. После школы, с 1974 года, работал слесарем КИП и автоматики на Дубненском машиностроительном заводе. С 1977 по 1980 год проходил срочную службу в Пограничных войсках КГБ СССР в Заполярье. После службы в армии поступил и в 1986 году с отличием окончил философский факультет Московского государственного университета имени М. В. Ломоносова. В 1995 году защитил диссертацию на соискание учёной степени кандидата политических наук на тему «Формирование многопартийной системы в России».
С 1986 по 1989 год работал преподавателем в Дубненском филиале Московского института радиотехники, электроники и автоматики (МИРЭА), с 1989 по 2011 год — преподаватель, научный сотрудник, доцент кафедры государственной политики философского факультета, факультета политологии МГУ им. М. В. Ломоносова, преподаватель в университете Высшая школа экономики, профессор МГИМО МИД России. В МГУ и МГИМО читал курсы «Теория и практика СМИ», «Авторитарные режимы», «Современный политический процесс в России», «Особенности российского и мирового политического консалтинга».
В 1991 году — член правления Социал-демократической партии России (СДПР), основной автор Программы партии «Путь прогресса и социальной демократии», принятой на III Съезде СДПР в мае 1991.
С 1990 года по 1999 год сотрудник, старший научный сотрудник Национального демократического Института (США). В 1993 году прошёл стажировку в университете Висконсин-Мэдисон (США). С 1994 по 1997 год работал научным сотрудником в Московском центре Карнеги, где был сопредседателем программы по российской внутренней политике («Политика и общество переходного периода»). С 1997 по 2007 год — директор Ассоциации центров политического консультирования.
В 1998 году основал ООО «Институт политических исследований» и возглавил его в качестве директора, тогда же стал основателем ежегодного международного экспертно-политического форума «Форос». С 2000 по 2002 год работал главным редактором, руководителем иностранной службы интернет-СМИ «Страна.ру». В 2001 году назначен главным редактором интернет-СМИ «Иносми.ру». В 2004 году работал на президентских выборах на Украине, был руководителем Российского клуба в Киеве. Является основателем сайта Украина.ру.
С 2005 по 2017 год в дни проведения молодёжных лагерей «Селигер», «Машук» (Пятигорск), «Селиас» (Астрахань), «Балтийский Артек» (Калининград), «Территория смыслов» (Владимирская область), «Донузлав» (Крым), читал участникам движения лекции по политологии и политтехнологиям.
С 2006 по 2007 год — член Общественной палаты, председатель комиссии по международному сотрудничеству и общественной дипломатии. В 2007 избран депутатом Государственной думы V созыва по спискам партии «Единая Россия», был заместителем председателя Комитета по делам общественных объединений и религиозных организаций, членом постоянной делегации Госудумы в Парламентской ассамблее Совета Европы (ПАСЕ).
С 2011 по 2013 год работал проректором по связям с государственными органами и общественными организациями РЭУ им. Г. В. Плеханова.
В 2012 году был официально зарегистрирован как доверенное лицо кандидата в Президенты РФ и действующего премьер-министра Владимира Путина. В том же году избран в состав Общественной палаты РФ 2012—2014 года, руководитель межкомиссионной рабочей группа по международному сотрудничеству и общественной дипломатии, в 2013 году избран председателем общественного совета Ростуризма. В 2014 году избран в состав Общественной палаты в третий раз.
С 2017 года — генеральный секретарь Российско-турецкого общественного форума.
Постоянный эксперт и регулярный гость общественно-политических программ на Радио КП, Эхо Москвы, телеканалах НТВ, Россия 1 (ток-шоу «60 минут»), Россия 24 и ТВ Центр, постоянный эксперт по международным и политическим вопросам в Парламентской газете, Комсомольской правде, Российской газете. В 2021 году участвовал в конференции, посвящённой 20 идеям по развитию России.
В ноябре 2023 года выступил в поддержку 7-летнего тюремного заключения для художницы Александры Скочиленко за замену в магазине пяти ценников антивоенными листовками.

## Деятельность на посту депутата Государственной Думы
В свете участившихся акций гражданского протеста автомобилистов, проводимых в различных регионах России с целью привлечения внимания руководства страны к ситуации с поведением на автодорогах транспортных средств, закреплённых за представителями различных органов государственной власти, 28 апреля 2010 года совместно с депутатами Михаилом Емельяновым («Справедливая Россия») и Павлом Таракановым (ЛДПР) внёс на рассмотрение в Госдуму законопроект о поправках в Федеральный закон «О собраниях, митингах, демонстрациях, шествиях и пикетированиях», направленный на ужесточение возможности проведения акций протеста с использованием транспортных средств.
В пояснении, данном газете «Коммерсант», депутат Госдумы Сергей Марков разъяснил, что «его инициатива должна заполнить правовой „вакуум“. Депутату не нравится, когда протестующие „блокируют транспортную магистраль“ или „собираются колонной“: по его мнению, если действия автомобилистов имеют „признаки демонстрации“, они должны регламентироваться как общественно-политические акции. В целом же, по словам депутата, законодательство о митингах в России и так „достаточно либеральное“ и „хорошее“».

## Санкции
21 июня 2018 года внесён в санкционный список Украины за призывы к украинским силовикам переходить на сторону России. СНБО отмечает что Марков «активно поддерживает действия и политику, подрывающие или угрожающие территориальной целостности, суверенитету и независимости Украины, а также стабильности и безопасности в Украине».
В 2022 году, после нападения России на Украину, как российский пропагандист и постоянный участник пропагандистских программ и ток-шоу, Марков был внесён ФБК в список коррупционеров и разжигателей войны, с предложением введения против него международных санкций.
27 июня 2022 года Марков внесён в санкционный список Канады «соратников режима» за «поддержку неспровоцированного и неоправданного вторжения России на Украину».

## Награды
- Благодарность Президента Российской Федерации (30 апреля 2008 года) — за большой вклад в развитие институтов гражданского общества и обеспечение защиты прав и свобод человека и гражданина[32].

## Публикации
Автор публикаций и книг, вышедших на русском и английском языках. В 1993 году вместе с Майклом Макфолом стал автором книги The Troubled Birth of Russian Democracy: Politics Parties, Programs, and Profiles (Hoover Institute Press and Stanford University,1995), автор книги «Формирование многопартийной системы в России» (Москва, 1999).